# Модрина японська
Модри́на японська (яп. 唐松, Karamatsu) — хвойне дерево роду модрина (Larix).

## Опис
Це дерево заввишки до 35 м. Довгі, товсті, майже горизонтальні гілки утворюють своєрідну, широко-пірамідальную крону. Молоді пагони червонуваті з сизим нальотом. Кора гілок сіра. Хвоя довга, завдовжки 5 см, синьо-зелена. Хвоя забарвлюється восени в яскраво-жовті тони значно пізніше за інші види, створюючи протягом місяця яскраві плями в посадках.
Шишки в молодості — жовтувато-зелені, кулясті (2–3 см), зберігаються на гілках до 3 років.
Дерево швидкоросле — за рік приріст складає прибл. 25 см заввишки й 10–15 см завширшки. Модрина японська зазвичай не потерпає від морозу, але є світлолюбною. Також невибаглива до ґрунту і вологості, рідко уражується шкідниками та захворюваннями.

## Поширення, використання і вирощування
Батьківщиною модрини японської є Японія, де вона має назву карамацу (яп. 唐松). Широко поширена у Східній Азії. У Японії традиційно культивується як мініатюрна хвойна порода; в Європі зустрічається в групових посадках.
Деревині цього дерева, як і решті порід модрин, притаманна міцність та стійкість до гниття, вона легко піддається обробці, що визначило її широке застосування у будівництві та меблевій промисловості.
Модрина японська добре розвивається в умовах міста. У декоративному відношенні цей вид перевершує всі інші як своєю незвичайною кроною, так і довгою хвоєю оригінального забарвлення, формою шишок. Добре поєднується з ялинами, соснами, ялівцями, липами, дубами, ясенами, рододендронами та іншими декоративними чагарниками. Швидкість росту, невибагливість до ґрунтових умов і морозостійкість дозволяють широко використовувати цей вид в зеленому будівництві в групових і поодиноких посадках і пейзажних композиціях.

## Галерея

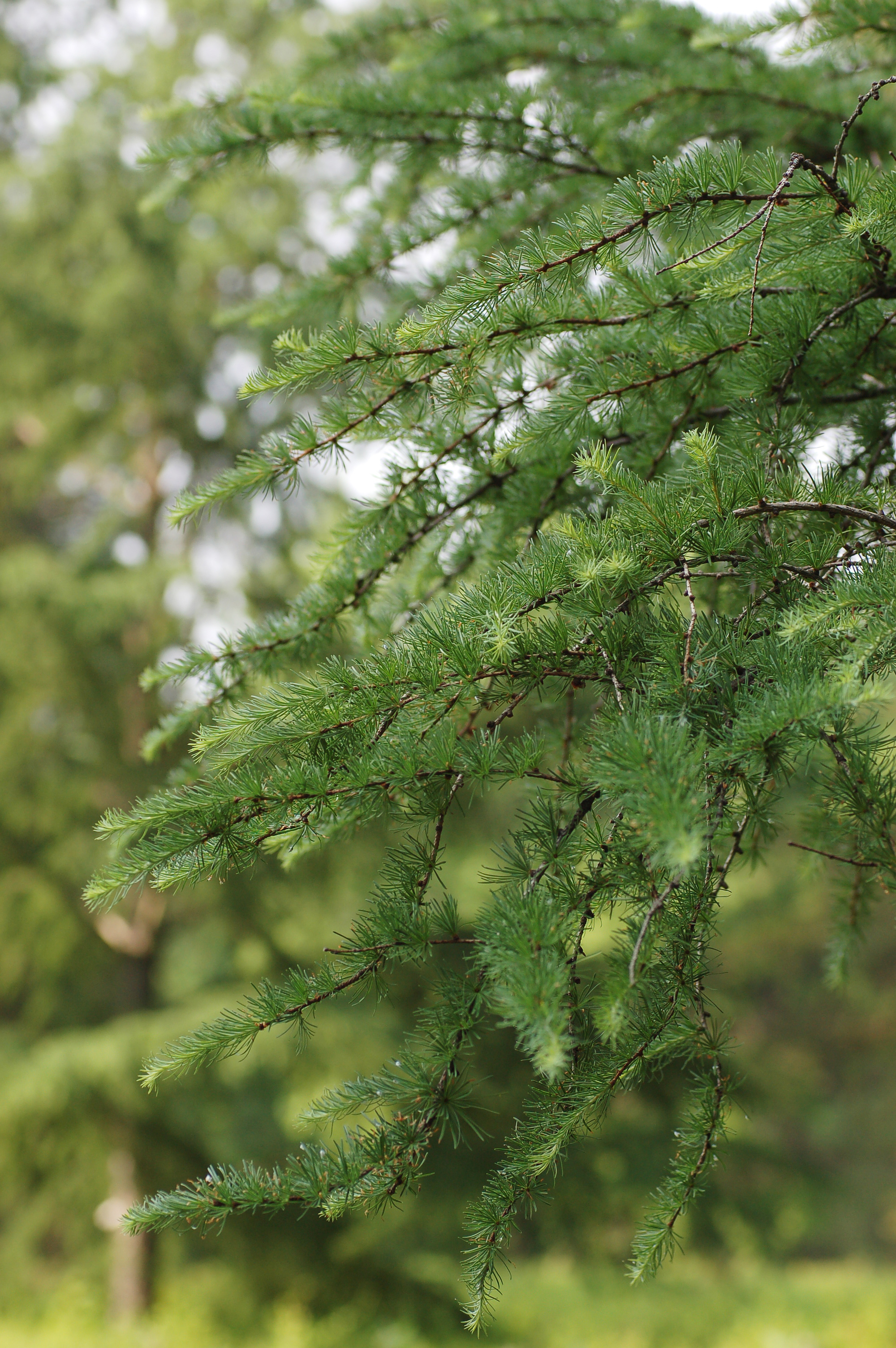
Гілки модрини японської
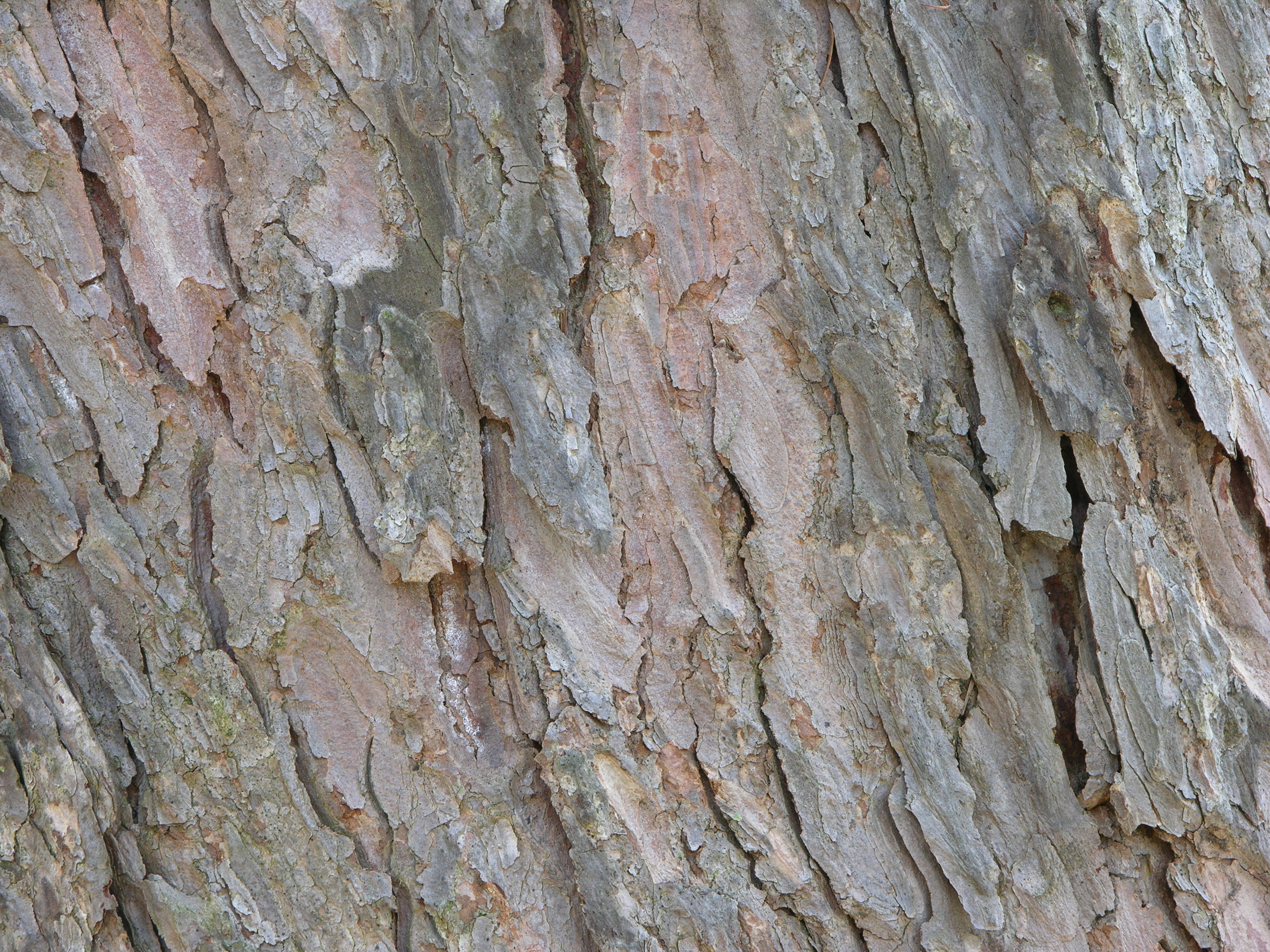
Кора стовбура
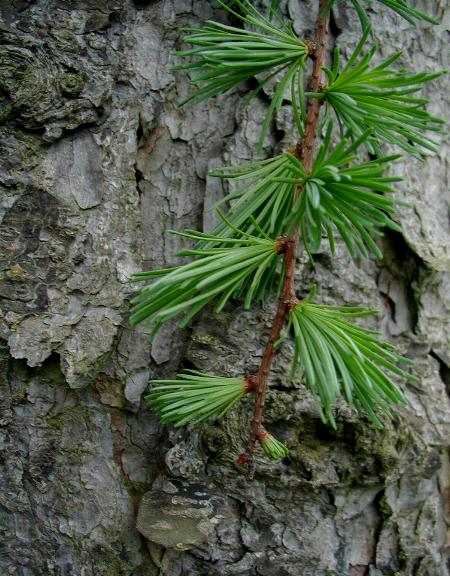
Гілка на тлі стовбура
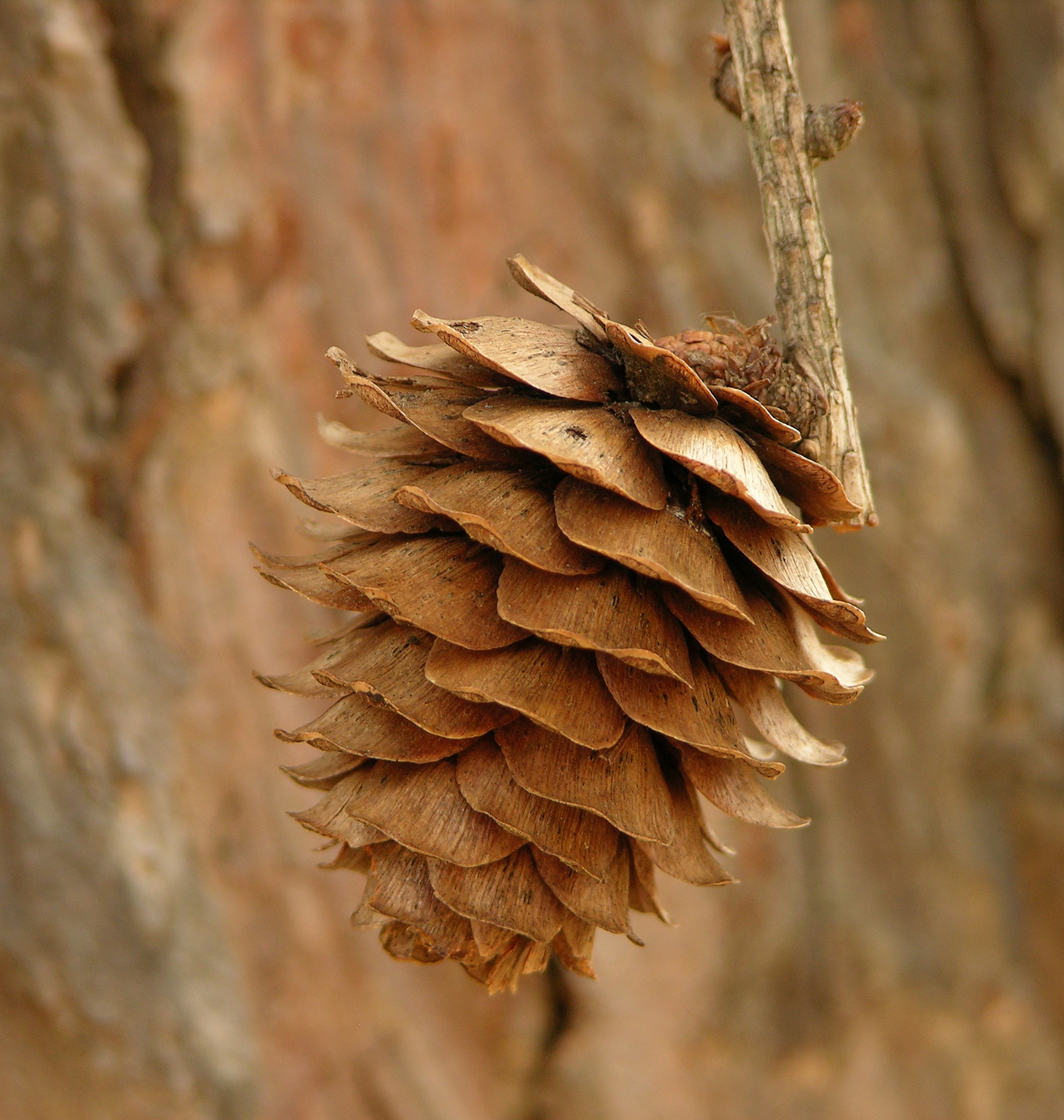
Суха шишка